# Paticajo
Paticajo är en ort i Mexiko.   Den ligger i kommunen Minatitlán och delstaten Colima, i den södra delen av landet, 500 km väster om huvudstaden Mexico City. Paticajo ligger 475 meter över havet och antalet invånare är 718.
Terrängen runt Paticajo är varierad. Runt Paticajo är det ganska tätbefolkat, med 108 invånare per kvadratkilometer. Närmaste större samhälle är Minatitlán, 11,6 km nordost om Paticajo. Omgivningarna runt Paticajo är en mosaik av jordbruksmark och naturlig växtlighet.